# シアターキノ
シアターキノ（Theater KINO）は北海道札幌市中央区の狸小路商店街にあるミニシアター（映画館）。

## 概要
市民出資によるNPOの映画館である。1986年にスタートした映像ギャラリー「イメージガレリオ」を前身に、1992年7月4日、南3条西6丁目の長栄ビル2階にオープンする。たった29席の「日本一小さな映画館」として『エンジェル・アット・マイ・テーブル』を皮切りに『恋する惑星』『トレインスポッティング』『ブエノスアイレス』『萌の朱雀』など多数のヒット作や佳作を上映したが、1998年4月24日に、現在の場所である南3条グランドビルに移転。2スクリーン体制でリニューアルオープンした。資本金は8000万円、企業も含めて、NPOの株主は410人である。シアターキノ運営委員会により運営され、専従スタッフは5人である。
さまざまなジャンルの映画の上映が行われているが、大手の映画配給会社による配給がなされない映画が上映されている。『白バラの祈り』や『カティンの森』、『クロッシング』は、北海道ではシアターキノでの上映が最初となる。特別先行上映が行われて、映画監督や出演した俳優の挨拶とトークショーがもうけられていることもある。
2000年7月より、キノ映画講座が開講されていた。レギュラーコースが中心で、定員20人で、併設のキノカフェで日曜日の夜に月2回のペースで半年間という日程で行われていたが、2008年で終了。2009年には、ドキュメンタリー講座が開講されている。

## 設備
63席のA館（椅子の色は青）と、100席のB館（椅子の色は赤）がある。日本電子光学社の35ミリ映写機を使用している他、DLP上映（B館はクリスティ・デジタル・システムズ製、A館はバルコ製）にも対応している。
音響については、A館B館とも、デジタルサウンドCP－500D(SRD)システム、 JBLのステージスピーカーTS992が3台、サブウーハーTL12が2台、サイドと後ろのサラウンドスピーカーが8台、それぞれ設置している。
車椅子での鑑賞スペースを、各館2席設けている。難聴者用ヘッドフォンを6台用意している。
喫茶店のキノカフェがあり、キノ映画講座の場所や、各種交流会の会場となっている。

## 所在地
- 北海道札幌市中央区南3条西6丁目3-2　南3条グランドビル2階

### アクセス
- 札幌市営地下鉄大通駅 - 徒歩10分
- 札幌市営地下鉄すすきの駅 - 徒歩10分